# François-Robert Secousse
François-Robert Secousse, abbé,  né le 21 mars 1660 et mort le 18 février 1736 à l'abbaye Saint-Victor, est un ecclésiastique français. Docteur en théologie, curé de l'église Saint-Eustache de Paris de 1699 à 1729. Son neveu, Jean-François-Robert Secousse (1697-1771), lui a succédé à cette charge en 1729. 

## Biographie
François-Robert Secousse naît le 21 mars 1660. Il est le fils de François Secousse, procureur de la cour au parlement de Paris, et d'Étiennette Corcessin, ainsi que le frère de Jean-Léonard Secousse et le neveu de Jean-Marie Ricard.
Docteur en théologie de la Faculté de Paris, Maison et Société royale de Navarre en 1686, il devient vicaire de Saint-Eustache de Paris. En 1698, il succède à son grand-oncle Léonard de Lamet en tant que curé de Saint-Eustache de Paris.
Il devient vicaire général. 
Il résigne à son tour ses fonctions de curé de Saint-Eustache en faveur de son neveu Jean-François-Robert Secousse en 1729.
Il se retire alors à l'abbaye Saint-Victor de Paris, il y meurt le 18 février 1736.
Il était propriétaire du château de la Faulotte, alors connu sous le nom de « château Secousse ».

## Publications
- Sentimens pacifiques, touchant le commissaire qui doit gouverner la province, 1692.
- Mémoire pour messire François-Robert Secousse, Prêtre, Docteur en Théologie de la Maison & Société Royale de Navarre ; Louis-Alexandre Croiset, chevalier, marquis d'Estiau... Administrateurs honoraires ; et autres administrateurs de la compagnie de charité érigée en la paroisse de S. Eustache à Paris, sous le titre de confrérie Nôtre-Dame, dite de Bon-Secours..., apellansr. Contre Jacques Fagnou l'aîné Marchand epicier à Paris, intimé